# Hemiboea parvibracteata
Hemiboea parvibracteata là một loài thực vật có hoa trong họ Tai voi. Loài này được W.T. Wang & Z.Y. Li mô tả khoa học đầu tiên năm 1995.